# Hans Peters (Sozialpädagoge)

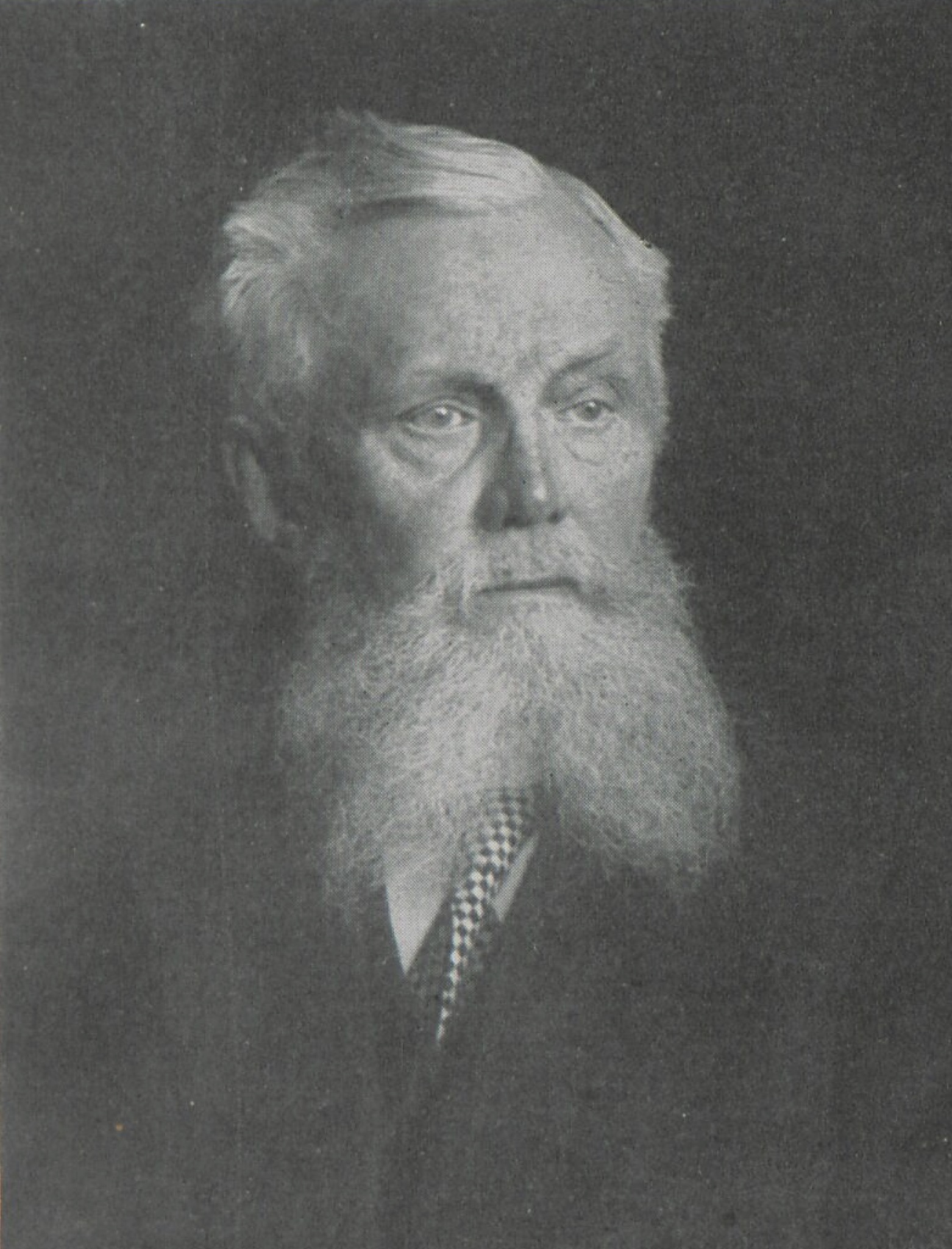
Hans Peters, um 1931

Hans Peters (* 17. Juli 1851 in Eggstedt; † 12. September 1936 in Kiel) war ein deutscher Sozialpädagoge und Lehrer für Naturwissenschaften.  

## Leben und Wirken
Hans Peters war ein Sohn des Landmanns Claus Andreas Peters (1825–1891) und dessen Ehefrau Antje, geborene Harz (1819–1905). Vorfahren der Familie stammten aus Schenefeld und zogen um 1760 nach Dithmarschen. 
Gegen den Wunsch seiner Eltern besuchte Peters von 1870 bis 1873 das Lehrerseminar in Eckernförde. Von 1887 bis 1917 arbeitete er als Rektor an der 1. Knaben-Volksschule in Kiel. Im Nebenberuf lehrte er von 1885 bis 1908 Naturwissenschaften an der dortigen Privat-Präparanden-Anstalt. Als Kurator war er mehr als zwanzig Jahre für die Holstein-Lauenburgische Lehrerwitwen- und Waisenkasse tätig. Von 1894 bis 1921 stand er dem Schleswig-Holsteinischen Erziehungsverein im Bezirk Kiel vor. Außerdem war er wichtigster Mitarbeiter des Generalsuperintendenten D. Kaftan.
Peters engagierte sich für gefährdete Kinder, die er in Pflegestationen außerhalb der Stadt unterbrachte. 1898 beschäftigte er sich mit Rettungsanstalten in Sachsen. In der Zeitung seiner Schule schrieb er wiederholt, dass die Gesetzgebung zur Fürsorge mangelhaft sei. 1912 nahm er am Preußischen Lehrertag in Hannover teil. Dabei referierte er über „Grundsätzliches zur Jugendpflege“ und erfuhr dabei große Aufmerksamkeit. Peters übernahm viele Jahre das Amt des Kirchenältesten, gehörte seit 1908 der Verbandsvertretung des Parochialverbands an und war Vorsitzender der Vereinigung der Freunde evangelischer Freiheit.
Neben Friedrich Junge galt Peters als wegweisender Pädagoge für den naturwissenschaftlichen Unterricht. Die Anregungen hierzu hatte er von Karl August Möbius und den Professoren Karstens und Haas erhalten. Peters beschäftigte sich insbesondere mit Mineralogie und Geologie, worüber er Vorträge hielt, Aufsätze verfasste und ein Lehrbuch herausgab. Er gründete das Schleswig-Holsteinische Schulmuseum mit sowie den Verein zur Pflege der Natur- und Landeskunde in Schleswig-Holstein, dessen Vorsitz er von 1896 bis 1930 innehatte.